# Josep Escorihuela
Josep Escorihuela (Morella, bateig 6 de juny de 1674 - Tortosa, enterrament 26 d’agost del 1743) fou un compositor valencià.
Fou mestre de capella a la catedral de Tarragona, càrrec que ocupà de l’1 de gener de 1685, quan va substituir al seu oncle Isidre, fins al 1708. Posteriorment, el 10 de març de 1708 va guanyar la plaça a la catedral de Tortosa, on va succeir a Joan Garcia, fins a la seva mort l’agost de 1743, quan el va succeir Valero Moreno y Polo.
A banda de compondre, ensenyar i dirigir, tocava l'orgue, l'espineta i algun altre instrument de teclat.

## Vida i Música
Escorihuela, fill de Pere Joan Escorihuela i Anna Segura, pertanyia a una nissaga de músics: el seu oncle Isidre Escorihuela, amb qui sovint es confonen les seves composicions pel fet de tenir el cognom en comú, el tenor Josep Vives, i el seu nebot Pascual Vives. Tant Isidre com Josep possiblement participarien en la formació del compositor. El que si sabem segur es que Escorihuela va rebre la seva formació musical gràcies a les relacions que tenia la seva família amb els ambients eclesiàstics.
Durant la seva estança com a mestre de capella de Tarragona, formà a molts compositors, com Joan Crisòstom Ripollès i Francesc Ordeig. No obstant, a causa de la implicació política d’Escorihuela a favor del Arxiduc Carles, buscà la oportunitat per poder marxar.
El 25 de febrer de 1708, es van celebrar unes oposicions a la catedral tortosina per ocupar la vacant de magisteri catedralici de Tortosa. En un principi havia d’anar com a jurat el mestre de la catedral de Barcelona, Francesc Valls, però finalment va anar el propi Escorihuela, qui s'acabaria quedant amb el càrrec ja que cap dels opositors presentats –Felip Vicente, Joan Crisòstom Ripollès, Pau Llinàs i Francesc Ordeig– va ser admès per raons «extramusicals».
Durant el seu càrrec a la seu tortosina establí relacions amb músics importants com el violinista català José Amiguet i l’organista Joan Moreno Polo, així com amb altres músics menys importants com el tenor Joan Garcia, els cantors Francesc Aragonés i Geroni Vermell i el ministrer Tomàs Fuentes.
Tot i que a Josep Escorihuela residí part de la seva vida entre les catedrals de Tarragona i de Tortosa, en algunes ocasions, el trobem fora d’ambdues ciutats. El 1724 realitzà un viatge a Morella amb la finalitat d’examinar el nou orgue de l'església arxiprestal de Santa Maria la Major, i el 1728 es traslladà a Valencia amb motiu de la oferta del Real Col·legi de Corpus Christi per sol·licitar la propietat de la plaça de mestre de capella, com ja havia fet en una altra ocasió quan la relació amb els membres de la capella de Tortosa empitjorà.

## Producció Musical
La producció conservada d'aquest mestre supera el centenar d'obres, totes elles vocals. La major part es conserva al fons musical de la catedral tortosina, amb més de 150 obres en llatí i en llengua romanç escrites algunes en format de partitura general (molt probablement autògrafes) i la majoria en format de particel·les o «papers». Tanmateix, es conserven obres en llocs remots, com els arxius de les catedrals aragoneses de Teruel i Albarracín o inclús a la Biblioteca de la Universitat de Cracovia.
Tot i que la major part de les seves composicions estaven destinades a ser interpretades durant la litúrgia, és conservem més obres en romanç (duets, cantates i villancets), les quals estan escrites per advocacions diverses, com la Cantata a l’Assumpció de Maria (recitat i ària), el Naixement de Jesucrist, Sant Tomàs d’Aquino, etc.
Com corresponia a les obligacions d'un mestre de capella, Escorihuela havia de compondre peces per a ocasions especials prefixades, els seus famosos villancets dedicats a la Verge de la Cinta o a la relíquia de la Santa Cinta. En destaquen, especialment, els que va fer per a la inauguració de la nova capella de la Cinta, el 1725, amb clares referències a la tradició de “la baixada de la Cinta” i abundosa orquestració de vent, que apareix molt escadusserament en altres obres seves; i en seria un exemple el villancet “Albrícias, albrícias”, per a vuit veus distribuïdes en dues corals, dos violins, dues dolçaines, sacabutx, baix, orgue i acompanyament sostingut- del qual, malauradament, només ens ha arribat la lletra.
Escorihuela va dedicar alguna de les seves produccions a l’Arxiduc Carles d’Àustria, per exemple el villancet a 7 “Ya Tortosa il·lustre” del 1708, copiat en el manuscrit conservat a la Biblioteca de la Universitat de Cracovia o el villancet a 9, “ A la batalla naval” conservat en un manuscrit del Ripollès. També es coneix alguna obra seva pro a Felip V, “Villancico a 11 con violines a Nuestro Monarca Rey de España El Sr. Philipo Quinto”, compost al 1719, el qual no s'ha pogut localitzar la font original.
Comptà, al menys durant les primeres dècades del 1700, amb una capella reduïda estable de cantors i instrumentistes. Pel que fa a la seva escriptura compositiva instrumental seguia l'esquema barroc: violins i acompanyament. Només puntualment en obres de festivitats senyalades afegia instruments de vent com flautes, xirimies o sacabutxos. Pel que fa a les veus, les seves composicions solien ser per un o dos cors, tot i que podem trobar alguna excepcional per a tres cors.